# Nietzsches Philosophie im Lichte unserer Erfahrung
Nietzsches Philosophie im Lichte unserer Erfahrung ist ein Essay von Thomas Mann, geschrieben zwischen dem 19. Februar und dem 17. März 1947 (Tgb.). In gekürzter Fassung und in Englisch wurde der Text zunächst als Vortrag gehalten, zuerst am 29. April 1947 im Coolidge Auditorium der Library of Congress in Washington und danach in weiteren Städten.

Erster Einzeldruck (1948), Broschur und Textseiten aus minderem Nachkriegspapier

## Inhaltliche Aspekte

### Genialisierung durch Krankheit
Gleich im Auftakt kommt Thomas Mann auf Nietzsches Gehirnerkrankung zu sprechen, die er als syphilitisch bezeichnet. Von zarter Konstitution, habe ihn sein Genie in „ein wildes und trunkenes, jeder Pietät entsagendes, gegen die eigene Natur tobendes Prophetentum der barbarisch strotzenden Kraft, der Gewissensverhärtung, des Bösen gezerrt“. – „Aber dieses Genie hat noch einen anderen Namen. Er lautet: Krankheit“. Ihr verdanke Nietzsche seine Genialität, „seine stilistisch blendenden, von kühnen Beleidigungen seiner Zeit funkelnden, psychologisch immer radikaleren, in immer grellerem Weißlicht aufstrahlenden Bücher“.

### Also sprach Zarathustraund Nietzsches rauschhafte Selbstwahrnehmung
Im Spätwerk Ecce homo verherrliche Nietzsche sein Lebensgefühl während der Niederschrift von Also sprach Zarathustra und damit in voller Naivität sich selbst – in staunender Bewunderung, überschwänglichem Selbstgefühl und krasser Hybris und dies nun wieder in stilistischer Meisterschaft. Die Rede sei von „Erleuchtungen, Entzückungen, Einflüsterungen, göttlichen Kraft- und Machtgefühlen.“ Nietzsche nenne seinen Zarathustra eine Tat, an der gemessen „der ganz Rest von menschlicher Leistung als arm“ und bedingt erscheine. Ein Goethe, ein Shakespeare, ein Dante könne nicht einen Augenblick auf der Höhe dieses Buches atmen. Thomas Mann hält diese Äußerungen für die Symptome eines „verderblichen Reizzustand[es]“ des Gehirns, der Nietzsches geistigem Zusammenbruch von 1889 voranging.
Die Figur des Zarathustra verspottet Thomas Mann als einen „gesichts- und gestaltlose[n] Unhold und Flügelmann“, einen „Schemen von hilfloser Grandezza, oft rührend und allermeist peinlich – eine an der Grenze des Lächerlichen schwankende Unfigur.“

### Nietzsches Gedankenwelt
Der Kerngedanke seiner Philosophie laufe auf eine Brandmarkung von Erkenntnis, Wissenschaft und letztlich von Moral hinaus, die als Todfeinde von Leben und Instinkt, auch des geistigen Lebens und der Kunst dargestellt werden, welche Thomas Mann unter dem Begriff der Kultur zusammenfasst. Nietzsche verteidige damit das Leben gegen Pessimismus und dessen Widerpart, die Jenseits-Versprechungen und die Nirwana-Erlösungsangebote, verteidige aber auch das Leben gegen Weltverbesserer, die „von Gerechtigkeit fabeln und dem sozialistischen Sklavenaufstand vorarbeiten“. Gerechtigkeit ist für Nietzsche „das grüne Weideglück der Herdentiere.“ Seine tragische Weisheit laufe auf die Anerkennung der Ungerechtigkeit, Härte und Grausamkeit des Lebens hinaus.
Moral, insbesondere christliche Moral, werde „als etwas durch und durch Giftiges, Rankünöses und Lebensfeindliches enthüllt.“ Thomas Mann verkennt keineswegs die Zeitbezogenheit dieser Ansichten. Er erinnert an das Anrennen gegen die verheuchelte Moral des „viktorianischen, des bürgerlichen Zeitalters“. In diesem Punkt bestehe eine geistige Verwandtschaft zwischen Nietzsche und dem englischen Ästheten Oscar Wilde.
Den Zenit von Nietzsches Schaffens sieht Thomas Mann in Jenseits von Gut und Böse (1886) und Zur Genealogie der Moral (1887), nicht in dem populär gewordenen "Zarathustra" mit der „biblischen Attitüde“. Sein überwiegend aphoristisches Lebenswerk sei „allmählich in einen unheimlich mondänen und hektisch heiteren, zuletzt mit der Schellenkappe des Weltenspaßmachers sich schmückenden Über-Feuilletonismus entartet.“

### Nietzsches halbherzige Feindschaft gegen Wagner und Christentum
Anfänglich ein Wagnerverehrer, war Nietzsche zu dessen gehässigem Antipoden geworden. Einen „üblen Histrionen [Schauspieler] und verderbten Verderber“ hatte er Wagner genannt. Und trotzdem sei er ein Wagnerverfallener geblieben. In der Autobiographie "Ecce homo" nenne Nietzsche Wagners Sterbestunde „plötzlich eine heilige Stunde“, und dieser Autobiographie habe der Antichrist den „allerchristlichsten Titel“ gegeben. Bereits psychotisch, unterzeichnete er seine sogenannten ´Wahnsinnszettel´ unter anderem mit „Der Gekreuzigte“.
„Die Person des Jesus von Nazareth ließ er unberührt von seinem Hass auf das historische Christentum, abermals um des Endes, des Kreuzes Willen, das er in tiefster Seele liebte, und auf das er selber willentlich zuschritt.“ Einen „Heiligen des Immoralismus“ nennt ihn Thomas Mann.

### Zwei verhängnisvolle Irrtümer Nietzsches
Den ersten sieht Thomas Mann in der vermeintlich notwendigen Rehabilitation des Instinkts, „in der geflissentlichen Verkennung der Machtverhältnisse zwischen Instinkt und Intellekt auf Erden, so, als sei dieser das gefährlich Dominierende, und höchste Notzeit sei es, den Instinkt vor ihm zu retten. Wenn man bedenkt, wie bei der großen Mehrzahl der Menschen der Wille [im schopenhauerschen Sinn], der Trieb, das Interesse den Intellekt, die Vernunft, das Rechtsgefühl beherrschen und niederhalten, so gewinnt die Meinung etwas Absurdes, man müsse den Intellekt überwinden durch den Instinkt.“
Der zweite von Nietzsches Irrtümern, so Thomas Mann, postuliert Leben und Moral als Gegensätze. „Die Wahrheit ist, daß sie zusammengehören. Ethik ist Lebensstütze und der moralische Mensch ein rechter Erdenbürger, – vielleicht etwas langweilig, aber höchst nützlich. […] Der wahre Gegensatz ist der von Ethik und Ästhetik.“ Die These fußt auf Thomas Manns Erfahrungen mit dem Ästhetizismus an der Wende des 19. zum 20. Jahrhundert.
Überdies hält Thomas Mann Nietzsches „begeisterte Protektion des Lebens“ als „eine massive und sinnlose Ausgeburt des Willens zur Macht darin“ für unzulänglich begründet und fragwürdig.

### Die Feindbilder Christentum und Sozialismus
Im Christentum sieht Nietzsche die Wiege des Sozialismus, den er Herdentier-Moral nennt. Frieden und Menschenglück auf Erden seien verweichlichte Werte. Der heroische Mensch sei hart gegen sich und Andere. Die Gattung Mensch bestehe nur fort durch Menschenopfer. Das Christentum sei das Gegenprinzip der Selektion im Darwinschen Sinne.

### Nietzsche und der Faschismus
In Hitler-Deutschland wurde Nietzsches Appell, „durch Züchtung und andererseits durch Vernichtung von Millionen Mißratener den zukünftigen Menschen“ zu gestalten, millionenfach umgesetzt. Auch seine Rechtfertigung des Krieges – „Das Leben ist eine Folge des Krieges, die Gesellschaft selbst ein Mittel zu Krieg“ – kam Hitler und seinen Gefolgsleuten entgegen. Heute erscheinen „Nietzsches Rodomontaden von der kulturerhaltenden und selektiven Funktion des Krieges als die Phantasien eines Unerfahrenen, des Sohnes einer langen Friedens- und Sekuritätsepoche mit ´mündelsicheren Anlagen´, welche sich an sich selbst zu langweilen beginnt.“
Thomas Mann nimmt Nietzsche den Nazis gegenüber in Schutz. „Man sollte sich doch nicht täuschen lassen. Der Fascismus [sic] als Massenfang, als letzte Pöbelei und elendestes Kultur-Banausentum, das je Geschichte gemacht hat, ist dem Geiste dessen, für den sich alles um die Frage drehte, ´Was ist vornehm?´ im Tiefsten fremd.“ Unter "kulturerneuernder Barbarei" habe Nietzsche etwas anderes verstanden, als die Nazis den Deutschen suggeriert hatten.

### Nietzsches Antizipationen
Für die – marxistisch formuliert – Verkleinbürgerlichung des Proletariats hatte Nietzsche gefordert: „Man halte die Arbeitswege zum kleinen Vermögen offen.“
Das Heraufkommen Russland als Großmacht hat er kommen sehen: „Die Gewalt geteilt zwischen Slaven [sic] und Angelsachsen“, von denen das kulturgeprägte Europa dominiert wird wie einst Griechenland („unter der Herrschaft Roms“) wurde.

### Stellung Nietzsches in der Philosophie
Nietzsche sei der vollkommenste und rettungsloseste Ästhet gewesen, den die Geschichte kenne. Seine Philosophie rechtfertige Leben nur als ästhetisches Phänomen, als heroischen Lebenslauf, fern von allem Utilitarismus und Eudämonismus. Diese Forderung ist mit der „streng moralistischen Weltansicht“ des Sozialismus nicht zu vereinbaren. Nietzsches intellektuelle Radikalität habe ihn "zu Firnen grotesken Irrtums emporgetrieben." Er bleibe „eine Gestalt von zarter und ehrwürdiger Tragik“.

## Selbstkommentar Thomas Manns
Ein Brief an Ernst Heimeran vom 23. März 1946 formuliert den Kerngedanken: „Eine erneute direkte Beschäftigung mit den Nietzsche’schen Schriften hat mich der Continuität und Einheit sowohl wie der unzweifelhaften Entartung seines Denkens recht innewerden lassen. Von Anfang an ist die Idee von der alleinigen Rechtfertigung des Lebens als eines ästhetischen Phänomens und von seinem notwendig perspektivischen, illusionären Charakter bestimmend, die den ganzen späteren Anti-Moralismus in sich schließt und, sicher unter Einfluß des Hirngiftes, in eine hektische und jammervolle Verherrlichung des Bösen ausartet, – ganz unmöglich und oft geradezu lächerlich für uns Heutige, die wir das Böse in seinem ganzen ordinären Schwachsinn kennen gelernt haben.“

## Zur Entstehungsgeschichte
Den Entschluss, seinen nächsten Vortrag in der Library of Congress über Nietzsche zu halten, fasste Thomas Mann 6. Oktober 1945 (Tgb.). Ende Dezember steht der vorläufige Arbeitstitel fest: „Nietzsche und das deutsche Schicksal“ (am 25. Dezember 1945 an Agnes Meyer). Am 1. April 1946 beginnt der Tagebuch-Eintrag: „Vormittags Notizen zum ‚Nietzsche‘.“ Am gleichen Tage ergibt sich die Notwendigkeit einer Lungen-Operation. Der längere Krankenhausaufenthalt unterbricht die essayistische Arbeit. Am 6. Februar 1947 beginnt die zweite Arbeitsphase, zunächst mit Vorbereitungen. Abgefasst wurde der Text zwischen dem 17. Februar und dem 13. März 1947. Für den Vortrag hat Erika Mann den Text auf die Hälfte der Druckversion komprimiert (vgl. Die Entstehung des Doktor Faustus).

## Stellung im Gesamtwerk
Während der Arbeit an Doktor Faustus hat Thomas Mann drei Essays geschrieben: Deutschland und die Deutschen, Dostojewski – mit Maßen und diesen Nietzsche-Essay. Er steht mit dem Faustus-Roman in engerer Beziehung als die beiden anderen Essays. Nietzsches Biographie diente Thomas Mann als Vorlage für den Lebensweg von Adrian Leverkühn und als Beleg einer Genialisierung durch Krankheit, die Thomas Mann bei Nietzsche als erwiesen ansah. Diese pathophysiologische Verknüpfung ist jedoch wissenschaftlich umstritten.
Dem jungen Thomas Mann war Nietzsche noch ein psychologischer Lehrmeister gewesen. Die Erzählung Tobias Mindernickel (1898) ist von Nietzsches Kritik an Schopenhauers Mitleidsethik beeinflusst. Mitleid – so lautete der ursprüngliche Novellentitel – wird hier im Sinne Nietzsches als Ressentiment denunziert und parodiert. Das Hauptthema von Manns erstem großem Roman, Buddenbrooks (1901), das Verfalls-Thema, der Niedergang einer Kaufmannsfamilie, wurde vom „Dreigestirn ewig verbundener Geister“ befördert, die den jungen Thomas Mann tief beeindruckten: Schopenhauer, Nietzsche und Richard Wagner. Thomas Mann wies in seinen Betrachtungen eines Unpolitischen (1915–18) auf diese Anfänge hin:
„Nietzsche nannte Schopenhauer seinen großen Lehrer; welch ungeheueres Glück für Wagner das Erlebnis Schopenhauers war, weiß der Erdkreis... Die drei sind eins... Wenn ich von Schopenhauer den Moralismus – ein populäreres Wort für dieselbe Sache lautet Pessimismus − meiner seelischen Grundstimmung habe, jene Stimmung von Kreuz, Tod und Gruft, die schon in meinen ersten Versuchen hervortrat, so findet sich diese ethische Luft, um mit Nietzsche zu reden, auch bei Wagner; in ihr steht ganz und gar sein riesenhaftes Werk, und ebensogut auf seinen Einfluß könnte ich mich berufen.“
In Gladius Dei (1902), einer Savonarola-Parodie, folgt Thomas Mann Nietzsches Kritik am Christentum (etwa in Nietzsches Antichrist). Nachdem die Nationalsozialisten Nietzsches Philosophie (und Darwins Evolutionstheorie) zu einem aggressiven Antihumanismus entstellt hatten, rückte Thomas Mann 1948 von Nietzsche ab und demontierte ihn mit spitzer Feder. Die einstige psychologische Autorität traf das gleiche Schicksal wie Richard Wagner, Manns ehemaliges künstlerisches Vorbild. Der Essay Leiden und Größe Richard Wagners (1933) hatte in der Kunstszene Münchens Empörung ausgelöst. Im Nachkriegsdeutschland dagegen wurde die Infragestellung Nietzsches kritiklos hingenommen. Tatsächlich erschienen zu dieser Zeit und in den folgenden Jahren in Deutschland mehrere Schriften, die Nietzsche weitaus undifferenzierter zum geistigen Stammvater des Nationalsozialismus machten als Thomas Mann. Einige Jahrzehnte später kam es, allerdings vom Ausland ausgehend, zu einer gewissen Rehabilitation Nietzsches. Mazzino Montinari, der spiritus rector des neuen Nietzsche-Bildes, ist über die Beschäftigung mit Thomas Mann zu Nietzsche gekommen.
Ein dritter Großer, den Thomas Mann bewundert hat und den er fataler Lächerlichkeit aussetzen wollte, ist Goethe. Dazu ist es nicht gekommen. Den Novellenplan „Goethe in Marienbad“ hat Thomas Mann nicht verwirklicht, aber Sorge getragen, dass der Plot hinreichend bekannt geworden ist: Der alte Goethe, verliebt und beschwingt, sollte vor der angebeteten Ulrike von Levetzow stolpern und der Länge nach hinfallen – und Ulrike vor Scham in Tränen ausbrechen.
Zeitgenossen, die Thomas Manns Künstler-Rivalität zu spüren bekamen, waren Gerhart Hauptmann und Arnold Schönberg. Hauptmann war empört, sich in Der Zauberberg als der Großsprecher Peeperkorn karikiert zu sehen. Schönberg war tief gekränkt, dass in Doktor Faustus seine avantgardistische Zwölftontechnik dem gottlosen Pakt eines syphilitischen Wahnsinnigen mit dem Teufel zugeschrieben wurde.

## Textausgaben
- Thomas Mann: Nietzsches Philosophie im Lichte unserer Erfahrung. Suhrkamp vorm. S. Fischer, [Berlin:] 1948, 52 Seiten
- Thomas Mann: Essays 1945 – 1955. Hrsg. von Hermann Kurzke und Stephan Stachorski. S. Fischer, Frankfurt 1997, Bd. 6, darin S. 56–92; Kommentar S. 400–427
- Thomas Mann: Nietzsches Philosophie im Lichte unserer Erfahrung. In Gesammelte Werke in 13 Bänden, Band 9, S. 675–713, Fischer, Frankfurt 1974 (auch als TB)